# Cząber

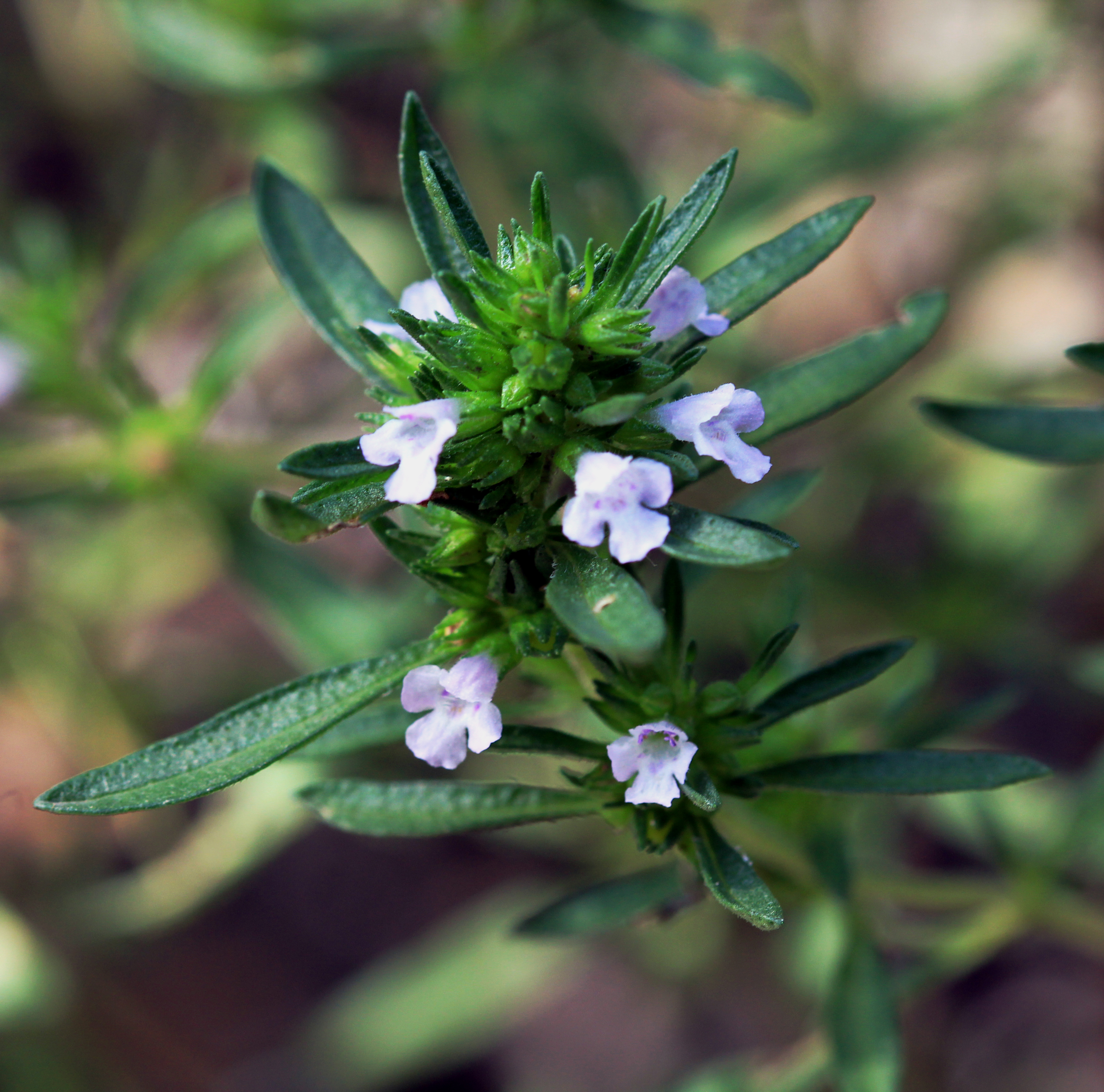
Cząber ogrodowy

Cząber (Satureja L.) – rodzaj roślin z rodziny jasnotowatych (Lamiaceae). Obejmuje ok. 38–50 gatunków. Występują one w basenie Morza Śródziemnego (w tym 12 gatunków w Europie) oraz w południowo-zachodniej Azji, sięgając na wschodzie po Iran. Rośliny te zasiedlają miejsca suche i słoneczne, w tym także klify nadmorskie. Aromatyczne liście używane są jako przyprawy, w szczególności wykorzystuje się w tym zakresie cząber ogrodowy, w mniejszym stopniu cząber górski o słabszym aromacie.

## Morfologia

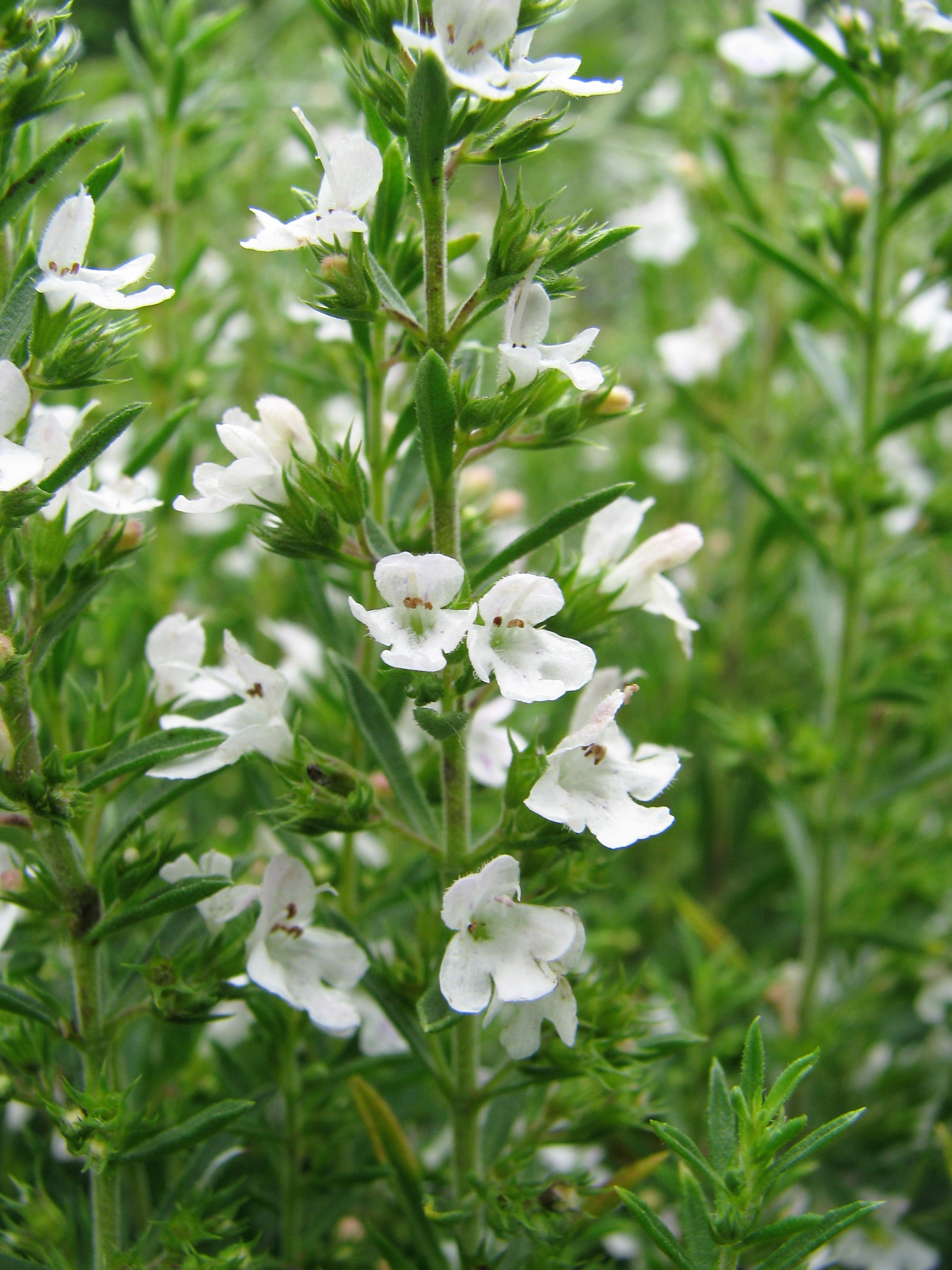
Cząber górski

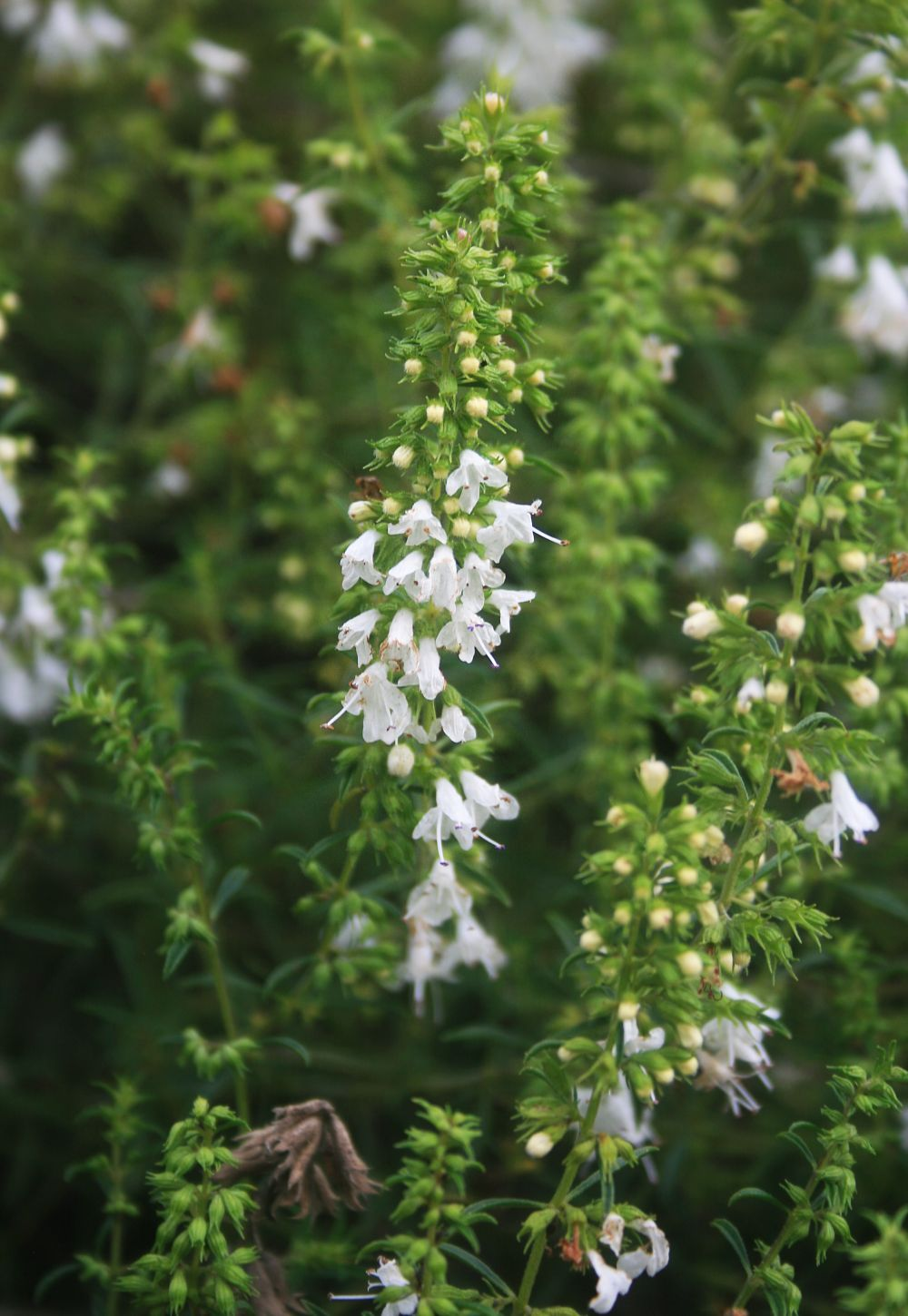
Satureja spicigera

PokrójRośliny zielne, zarówno jednoroczne jak i byliny, a także krzewinki. Osiągają do 50 cm wysokości.
LiścieNaprzemianległe, całobrzegie, równowąskie do jajowatych.
KwiatyZebrane w okółkach wspartych liśćmi w szczytowej części pędu lub w luźnych wierzchotkach. Kielich zrosłodziałkowy, z 5 ząbkami na szczycie i 10 (rzadziej 11 do 13) żyłkami przewodzącymi na rurce. Korona pięciopłatkowa, biała lub fioletoworóżowa. Płatki tworzą rurkę zakończoną dwoma wargami, górną niepodzieloną lub z wcięciem na szczycie i dolną z trzema łatkami. Cztery pręciki, schowane w rurce korony. Zalążnia złożona z dwóch owocolistków, dwukomorowa, w każdej komorze z dwoma zalążkami. Szyjka słupka pojedyncza, z dwudzielnym znamieniem o równych ramionach.
OwoceCzterodzielne rozłupnie, rozpadające się na cztery pojedyncze rozłupki.

## Systematyka
Synonimy
Argantoniella G. López & R. Morales, Ceratominthe Briq., Euhesperida Brullo & Furnari, Oreospacus Phil.
Pozycja systematyczna według APweb (aktualizowany system APG III z 2009)
Należy do rodziny jasnotowatych (Lamiaceae Lindl.), która jest jednym z kladów w obrębie rzędu jasnotowców (Lamiales) Bromhead z grupy astrowych spośród roślin okrytonasiennych.
Pozycja w systemie Reveala (1993-1999)
Gromada okrytonasienne (Magnoliophyta Cronquist), podgromada Magnoliophytina Frohne & U. Jensen ex Reveal, klasa Rosopsida Batsch, podklasa jasnotowe (Lamiidae Takht. ex Reveal), nadrząd Lamianae Takhtajan, rząd jasnotowce (Lamiales Bromhead), podrząd Lamiineae Bessey in C.K. Adams, rodzina jasnotowate (Lamiaceae Lindl.), podrodzina Saturejoideae Kostel., plemię Saturejeae Benth., rodzaj cząber (Satureja L.):
Wykaz gatunków
- Satureja adamovicii Šilić
- Satureja aintabensis P.H.Davis
- Satureja amani P.H.Davis
- Satureja atropatana Bunge
- Satureja avromanica Maroofi
- Satureja bachtiarica Bunge
- Satureja boissieri Hausskn. ex Boiss.
- Satureja bzybica Woronow
- Satureja × caroli-paui G.López
- Satureja cilicica P.H.Davis
- Satureja coerulea Janka – cząber błękitny
- Satureja cuneifolia Ten.
- Satureja × delpozoi Sánchez-Gómez, J.F.Jiménez & R.Morales
- Satureja edmondii Briq.
- Satureja × exspectata G.López
- Satureja fortii Pamp.
- Satureja fukarekii Šilić
- Satureja hellenica Halácsy
- Satureja hintoniorum B.L. Turner
- Satureja hortensis L. – cząber ogrodowy
- Satureja horvatii Šilić
- Satureja icarica P.H.Davis
- Satureja innota (Pau) Font Quer
- Satureja intermedia C.A.Mey.
- Satureja intricata Lange
- Satureja isophylla Rech.f.
- Satureja jalapensis Briq.
- Satureja kallarica Jamzad
- Satureja kermanshahensis Jamzad
- Satureja khuzistanica Jamzad
- Satureja kitaibelii Wierzb. ex Heuff.
- Satureja laxiflora K.Koch
- Satureja linearifolia (Brullo & Furnari) Greuter
- Satureja macrantha C.A.Mey.
- Satureja metastasiantha Rech.f.
- Satureja montana L.3 – cząber górski
- Satureja mutica Fisch. & C.A.Mey.
- Satureja nabateorum Danin & Hedge
- Satureja × orjenii Šilić
- Satureja pallaryi J.Thiébaut
- Satureja parnassica Heldr. & Sart. ex Boiss.
- Satureja pilosa Velen.
- Satureja rumelica Velen.
- Satureja sahendica Bornm.
- Satureja salzmannii (Kuntze) P.W.Ball
- Satureja spicigera (K.Koch) Boiss.
- Satureja spinosa L.
- Satureja subspicata Bartl. ex Vis. – cząber dalmatyński
- Satureja taurica Velen.
- Satureja thymbra L.
- Satureja thymbrifolia Hedge & Feinbrun – cząber macierzankolistny
- Satureja visianii Šilić
- Satureja wiedemanniana (Avé-Lall.) Velen.

## Zastosowanie
Należy tu kilka ważnych gatunków przyprawowych, z których najczęściej uprawiane i stosowane są cząber ogrodowy i górski. Uzyskuje się z nich przyprawę o nazwie czubrica.